# Weiße Streifenglanzschnecke
Die Weiße Streifenglanzschnecke (Perpolita petronella, Syn.: Nesovitrea petronella), auch Weiße Streifen-Glanzschnecke oder Weißliche Streifen-Glanzschnecke, ist eine in Mitteleuropa heimische Art der Glanzschnecken (Oxychilidae) in der Unterordnung der Landlungenschnecken (Stylommatophora).

## Merkmale
Das rechtsgewundene Gehäuse ist niedrig-kegelig. Es erreicht eine Breite von 4,2 bis 5 mm und eine Höhe von 2 bis 2,5 mm. Es besitzt im Adultstadium 3½ bis 4½ Windungen, die rasch und regelmäßig zunehmen und durch eine flache Naht voneinander abgesetzt sind. Das Endviertel der letzten Windung ist nur mäßig erweitert. In der Apikalansicht ist der letzte Umgang relativ schmal. Die Windungen sind oben und unten gut gewölbt. Die Mündung ist daher rundlich, vom Anschnitt durch die vorher gehende Windung abgesehen. Der Mündungsrand ist verdickt und läuft scharf zu. Der Nabel ist breit und tief und wird nach innen rasch enger.
Die Schale ist dünn und glasig-durchscheinend. Sie ist meist farblos bis leicht gelblich, oft mit einem Stich ins grünliche. Die Oberseite weist kräftige, rippenartig verstärkte Anwachslinien in regelmäßigen Abständen auf. Auf der letzten Windung werden sie aber zunehmend unregelmäßiger. 
Im zwittrigen Geschlechtsapparat von Perpolita petronella ist der Samenleiter sehr kurz. Der Samenleiter dringt apikal in den Epiphallus ein. Dieser ist aber nur undeutlich abgesetzt, und es ist kein Blindsack vorhanden. Der Penisretraktormuskel setzt fast apikal geringfügig unterhalb des Samenleiters an. Intern zeigt der Penis unregelmäßige, längliche Falten, die nach etwa einem Drittel der Länge (vom Apex) von einer Reihe elliptischer, Saugnapf-ähnlicher Verdickungen unterbrochen sind. Der freie Eileiter ist sehr kurz, die Vagina ist mäßig lang und stark angeschwollen. Sie ist fast auf ganzer Länge von der perivaginalen Drüse umschlossen. Penis und Vagina bilden ein sehr kurzes Atrium. Der Stiel der Spermathek ist sehr kurz, die Blase länglich. Sie legt sich an den Eisamenleiter an.

## Ähnliche Arten
Das Gehäuse der Weißen Streifenglanzschnecke ist dem der Braunen Streifenglanzschnecke (Perpolita hammonis) sehr ähnlich, ist aber größer. Die Endwindung ist schmaler und das Gewinde ist höher. Dadurch ist die Endwindung in der Apikalansicht deutlich schmaler und die Mündung ist rundlich. Der Nabel ist etwas enger und liegt nicht exzentrisch. Das Gehäuse ist farblos oder schwach grünlich, nicht braun. Die Anwachsstreifen sind auf der Endwindung etwas unregelmäßiger und weniger deutlich.

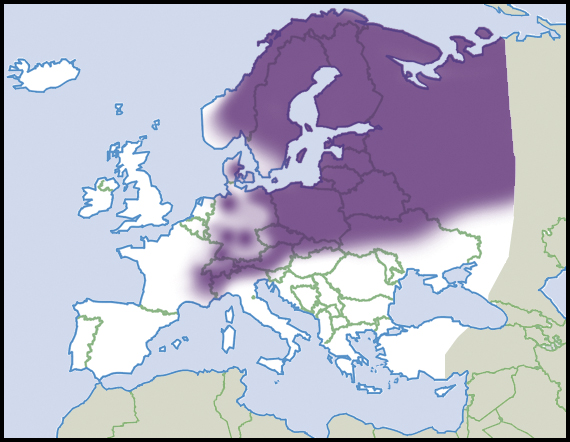
Verbreitung der Art in Europa (nach Welter-Schultes)

## Geographische Verbreitung und Lebensraum
Das Verbreitungsgebiet erstreckt sich von den West- und Nordalpen und einer Linie Slowakei, und nördliche Ukraine nach Norden (bis an den Polarkreis). In Deutschland sind die Vorkommen sehr zerstreut. Weiter im Osten reicht es bis nach Sibirien, den Fernen Osten und Nordkorea. 
Die Art bevorzugt kühle und feuchte Habitate in Bergwäldern und Bergwiesen mit Felsgeröll und sumpfigen Stellen. In tieferen Lagen kommt die Art in kühleren Wäldern in Schluchten vor. In der Schweiz kommt sie in Höhenlagen zwischen 1000 und 2700 m über Meereshöhe vor, hauptsächlich zwischen 1600 und 2100 m. Die Art toleriert auch kalkfreie oder kalkarme Böden. Die Art bevorzugt somit kühlere und feuchtere Habitate als die nahe verwandte Braune Streifenglanzschnecke (Perpolita hammonis).

## Taxonomie
Das Taxon wurde von Ludwig Georg Karl Pfeiffer als Helix petronella aufgestellt. Er schrieb den Namen allerdings Johann von Charpentier, der ihm anscheinend den Namen mündlich oder schriftlich zukommen. Eine Mitwirkung Charpentiers ist aber nicht ersichtlich, sodass der Name Ludwig Pfeiffer zugeschrieben werden muss. Das Taxon hat allgemeine Anerkennung gefunden, jedoch wird die Gattungszugehörigkeit kontrovers diskutiert. Sie wurde als eigenständige Gattung, als Untergattung von Nesovitrea Cooke, 1921 oder als Synonym von Nesovitrea behandelt.
Nach Schileyko (2003) unterscheiden sich die Genitalapparate der Typusart von Nesovitrea, Nesovitrea pauxilla (Gould, 1854) von Hawaii und die Typusart von Perpolita Baker, 1928 doch in einigen Details. Er beschränkt daher die Gattung Nesovitrea Cooke, 1921 auf die drei oder vier Arten der Gattung Nesovitrea auf den Hawaii-Inseln. Die paläarktischen Arten weist er der Gattung Perpolita Baker, 1928 zu. Die MolluscaBase folgt dieser Meinung. Auch erste molekulargenetische Untersuchungen stützen diese Vorstellung. Daher wird die Art entgegen Vollrath Wiese und Francisco Welter-Schultes, der MolluscaBase und de Winter et al. folgend, zur Gattung Perpolita gestellt.

## Gefährdung
Die Weiße Streifenglanzschnecke ist in Deutschland stark gefährdet. Auf der Roten Liste der Mollusken Sachsen ist sie dagegen „nur“ als gefährdet eingestuft. Sie ist in großen Teilen des Verbreitungsgebietes sehr selten und nur in den Alpen und in Skandinavien häufig. Sie reagiert empfindlich auf sauren Regen.